# MartiDerm
MartiDerm (acrònim del cognom Martí i de Dermatologia) és una empresa catalana especialitzada en dermocosmètica. Es va crear a partir de les fórmules magistrals de Josep Martí Tor, propietari des de 1952 i fins a la seva mort de la Farmàcia Martí Tor de Barcelona.
L'any 1989 va comercialitzar les ampolles anti edat a base de proteoglicans, el seu producte insígnia. A dia d'avui, es consumeixen més de 50.000 unitats diàries d'aquestes ampolles.

## Història
L'any 1952, el farmacèutic Josep Martí Tor va obrir la Farmàcia Martí Tor al carrer Aragó de Barcelona, al districte de l'Eixample. Preocupat des d'un inici pels tractaments i el benestar de la pell, Martí va començar a crear productes a partir de fórmules magistrals pioneres en el tractament de la vitamina C i els proteoglicans. El 1975, Martí va crear uns al·lèrgens innovadors per a la diagnosi de la dermatitis de contacte. El 1989, de la mà dels principals dermatòlegs d'Espanya, la farmàcia va començar a comercialitzar les ampolles anti edat de proteoglicans, envasades en vidre topazi.
L'any 1997, l'empresa va adoptar el nom actual, MartiDerm, que actualment comercialitza més de 70 productes en més de 30 països. L'any 2017, el 54% dels beneficis de la marca provenien del mercat estranger. El seu laboratori i oficines es troben al municipi de Cervelló.
L'any 2008, MartiDerm va crear dos tipus de cremes de mans solidàries. Tots els beneficis econòmics aconseguits amb aquests productes van destinats a accions socials, com ara l'organització de tallers amb persones grans, la inserció de persones amb discapacitat al laboratori de l'empresa i la col·laboració en el projecte Stop Sarna per l'erradicació d'aquesta malaltia a Malawi.